# 지노 세르비

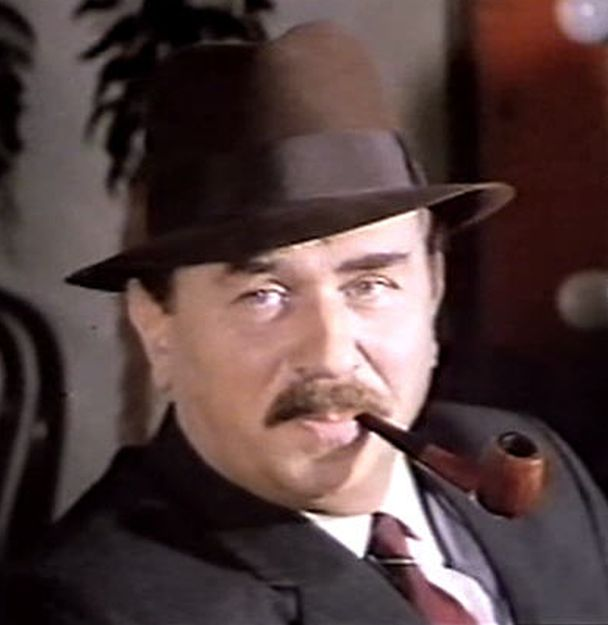

지노 세르비(Gino Cervi, 1901년 5월 3일 ~ 1974년 1월 3일)는 이탈리아의 연극 배우, 영화배우, 텔레비전 배우이다.
볼로냐에서 태어났다.

## 영화
- 베킷 (1964년)
- 로링 이어스 (1962년)
- 돈 카밀로 고위 성직자 되다 (1961년)
- 마야 (1959년)
- 집 없는 아이 (1958년)
- 돈 카밀로와 페포네 (1955년)
- 만일 베르사유에서 내게 이야기했더라면 (1954년)
- 막달레나 (1954년) - 돈 빈첸초 역
- 돌아온 돈 까밀로 (1953년)
- 종착역 (1953년)
- 돈 카밀로 신부의 작은 전쟁 (1952년)
- 시바의 여왕 (1952년)
- 어느 사랑의 연대기 (1950년)
- 동백꽃 없는 숙녀 (1950년)
- 아퀼라 네라 (1946년)
- 리벤지 (1946년)